# Gunji Naritada

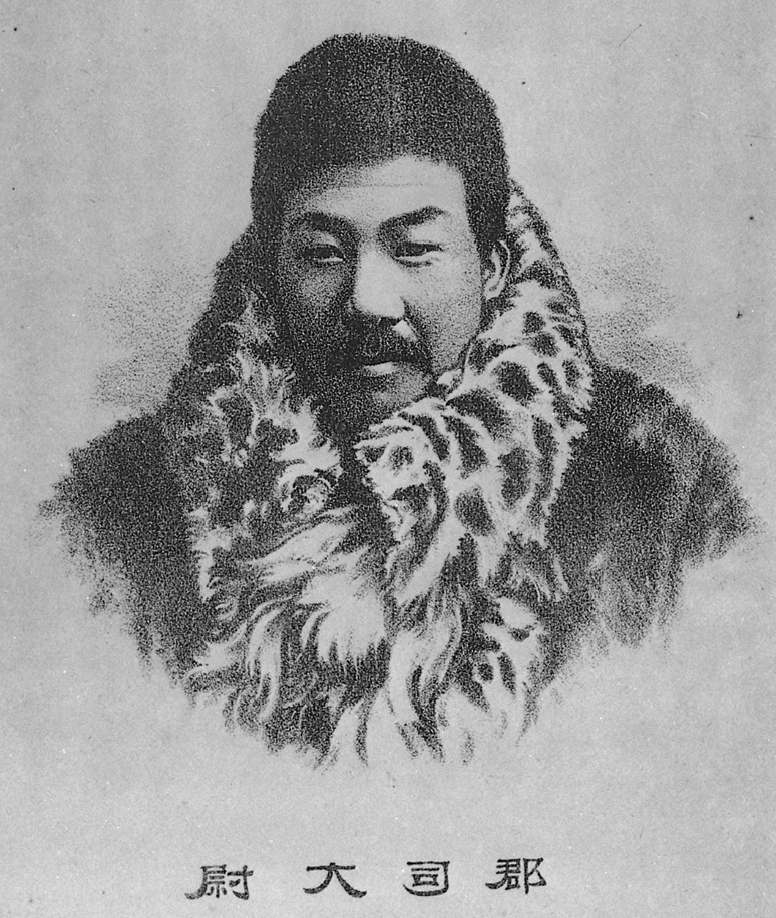
Gunji Naritada

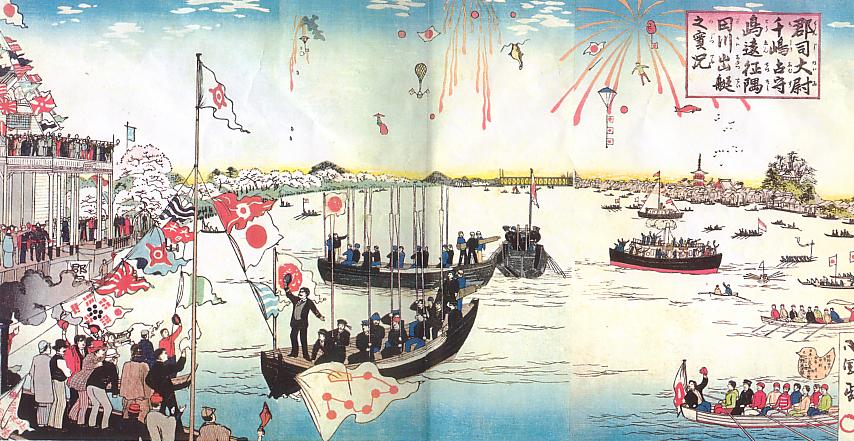
Abfahrt aus Tokio

Gunji Naritada (japanisch 郡司 成忠, Vorname auch Shigetada gelesen; geboren 28. Dezember 1860 in Edo (Provinz Musashi); gestorben 15. August 1924) war ein japanischer Marineoffizier der Meiji-Zeit. Er ist bekannt als Erforscher der Kurilen-Inseln.

## Leben und Wirken
Gunji Naritada war ein Bruder des Schriftstellers Kōda Rohan (1867–1947) und des Historikers Kōda Shigetomo (幸田 成友; 1873–1954). Naritada wurde von der Familie Gunji adoptiert. Er besuchte die Marineschule und machte 1879 seinen Abschluss. 1880 wurde er Leutnant zur See.
Nach der Unterzeichnung des Vertrags von Sankt Petersburg im Jahr 1875 strebte Naritada danach, die nördlichen Inseln gegen die Bedrohung durch Russland zu verteidigen und die Kurilen zu erforschen. Naritada stieg bis zum Rang eines Kapitänleutnants in der Marine auf, wurde aber im Jahr 1893 Reservist, um seine privaten Ambitionen zu verwirklichen. 1893 gründete er die Hōkōgi-kai (報效義会), die sich für die Sicherheit des Nordens gegen Russland einsetzte und die Entwicklung der nördlichen Kurilen mit 50 Reservematrosen und sieben Booten plante. Die Abfahrt mit den Booten begann am Sumida-Fluss in Tokio. Nach vielen Strapazen landeten sie auf Suteko-Kotanjima (捨子古丹島) und Ushimorijima (占守島), um die natürliche Umwelt und die Methoden der Urbarmachung zu erforschen. Die Reise war, wie die von Oberstleutnant Fukushima Yasumasa (1852–1919) nach Sibirien, in aller Munde.
1896 zog Naritada mit seiner Familie nach Ushimorijima und beschäftigte sich mit Urbarmachungstätigkeiten, vor allem mit Fischfang. Nach dem Ausbruch des
Russisch-Japanischen Krieges versuchte er im Juni 1904, auf Kamtschatka einzumarschieren, scheiterte jedoch und wurde gefangen genommen. Nach seiner Entlassung schrieb er über Marinestrategien.
Nach dem Krieg diente Naritada als Leiter der „Primorskaya Oblast Fisheries Association“ (沿海州水産組合, Enkaishū suisan kumiai) für die Entwicklung der von Russland erworbenen Fischereiinteressen. Er unternahm bis 1920 im Auftrag der Regierung eine Reihe von vertraulichen Reisen nach Sibirien.